# Ashley Biden
Ashley Biden (Wilmington, 8 de junho de 1981) é uma assistente social, ativista, filantropa e estilista americana. Ela serviu como Diretora Executiva do Delaware Center for Justice de 2014 a 2019. Antes de sua função administrativa no centro, ela trabalhou no Departamento de Serviços para Crianças, Jovens e Suas Famílias de Delaware. Ela fundou a empresa de moda Livelihood, que tem parceria com o varejista online Gilt Groupe para arrecadar dinheiro para programas comunitários focados na eliminação da desigualdade de renda nos Estados Unidos, lançando-a na New York Fashion Week em 2017. Ashley é filha do 46° Presidente dos Estados Unidos, Joe Biden e filha única de seu segundo casamento com a  primeira-dama, Jill Biden.

## Início de vida e família
Biden nasceu em 8 de junho de 1981, em Wilmington, Delaware. Ela é filha de Joe Biden, presidente dos Estados Unidos e da primeira-dama Jill Biden. Ela é meia-irmã do advogado Hunter Biden e do falecido Beau Biden, filhos de seu pai de seu primeiro casamento com Neilia Hunter.  Biden é tataraneta do político Edward Francis Blewitt, ex-membro do senado da Pensilvânia. Ela é descendente de ingleses, franceses e irlandeses do lado paterno e descendentes de ingleses, escoceses e sicilianos do lado materno.

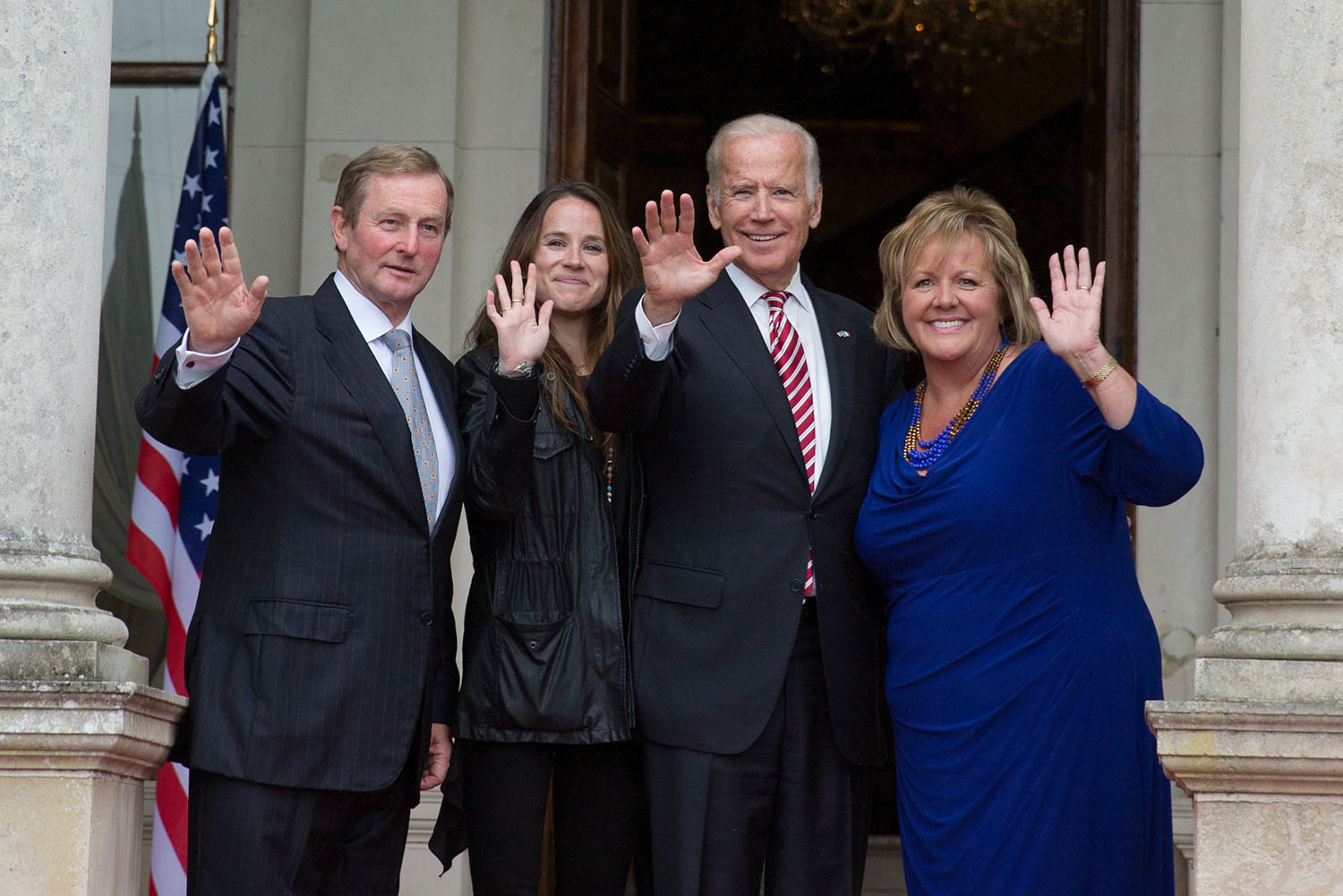
Enda Kenny, Biden, Joe Biden e Fionnuala Kenny em Farmleigh em 2016.

Biden foi criada na fé católica e foi batizada na igreja de St. Joseph's on the Brandywine em Greenville, Delaware. Durante sua infância, seu pai foi senador dos Estados Unidos por Delaware e sua mãe trabalhou como educadora.
Biden estudou na Wilmington Friends School, uma escola particular administrada pela Sociedade Religiosa dos Amigos em Wilmington. Ela fazia parte dos times de lacrosse e hóquei em campo. Quando Biden estava na escola primária, ela descobriu que a empresa de cosméticos Bonne Bell testava seus produtos em animais e escreveu uma carta à empresa pedindo-lhes que mudassem sua política sobre testes em animais. Mais tarde, ela se envolveu na preservação de golfinhos, inspirando seu pai a trabalhar com a congressista Barbara Boxer para escrever e aprovar a Lei de Informação ao Consumidor de Proteção aos Golfinhos de 1990. Biden apareceu perante membros do Congresso dos Estados Unidos para fazer lobby a favor da legislação.

## Educação e carreira
Biden estudou antropologia cultural na Universidade de Tulane. Durante seu primeiro ano de faculdade ela trabalhou na Girls Incorporated, agora Kingswood Academy, como conselheira de acampamento. Ela também estagiou em um programa de verão na Universidade de Georgetown, trabalhando com jovens de Anacostia. Após a faculdade, Biden trabalhou como garçonete em uma pizzaria de Wilmington poucos meses antes de começar a carreira de assistente social. Ela mudou-se para a Filadélfia e começou um trabalho como especialista de suporte clínico na Clínica Northwestern Human Services Children’s Reach, auxiliando jovens e suas famílias no acesso a recursos e trabalhando diretamente com psiquiatras e terapeutas. Ela obteve um mestrado em serviço social na Universidade da Pensilvânia em 2010. Ela foi uma dos doze graduados que receberam o prêmio John Hope Franklin de combate ao racismo.

### Trabalho social e ativismo

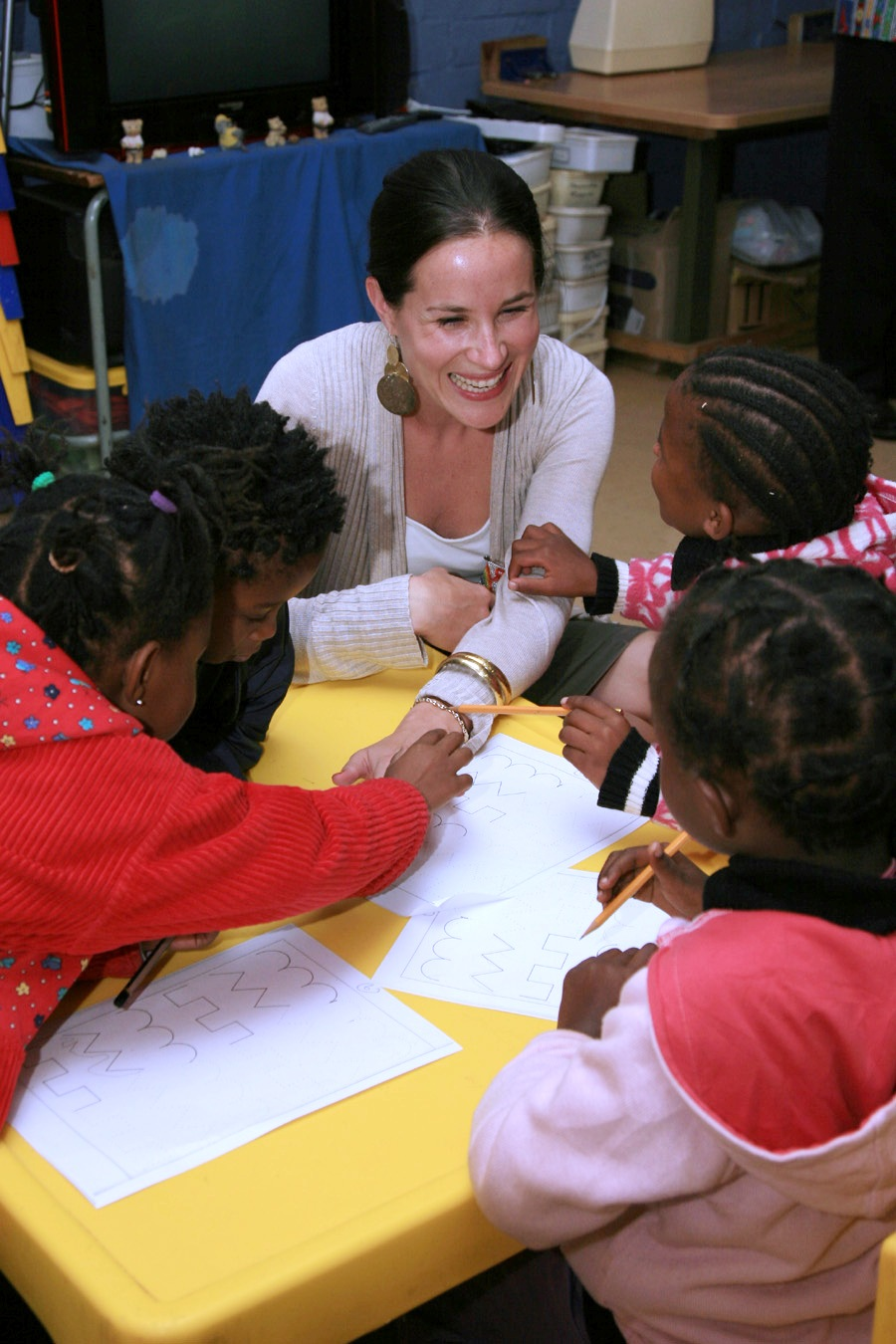
Biden brincando com crianças em uma creche de Soweto, África do Sul, durante uma visita oficial em junho de 2010.

Biden trabalha como ativista de justiça social e assistente social. Após terminar a pós-graduação, ela conseguiu um cargo na West End Neighborhood House, organização sem fins lucrativos, como sua representante de emprego e educação para adjudicar jovens que estão desenvolvendo vários empregos e programas de treinamento de habilidades profissionais. Ela trabalhou como assistente social no Departamento de Serviços para Crianças, Jovens e Suas Famílias de Delaware por quinze anos. Enquanto trabalhava para o departamento, Biden criou programas para jovens com foco na justiça juvenil, assistência social e saúde mental. Em 2012, ela ingressou no Delaware Center for Justice como diretora associada, com foco na reforma da justiça criminal no estado. Ela ajudou a estabelecer e administrar programas e serviços no centro voltados para educação pública, violência armada, mulheres encarceradas e reintegração à comunidade. Supervisionando todos os programas de serviços diretos no centro, Biden trabalhou com vítimas de crime, jovens julgados, presos idosos, adultos em liberdade condicional, jovens evasivos e clientes de tribunais comuns da Pensilvânia que eram elegíveis para mediação. Em 2014, foi promovida a Diretora Executiva do centro, tendo exercido esse cargo até 2019. Ela implementou um programa chamado SWAGG: Student Warriors Against Guns and Gangs (Estudantes Guerreiros Contra Armas e Gangues), endossado pelo Escritório de Justiça Juvenil e Prevenção da Delinquência, que fornece recursos educacionais e grupos de apoio baseados na comunidade com o objetivo de eliminar crimes violentos e atividades de gangues entre os jovens no Condado de New Castle.
Em 2014 Biden criticou a pena de morte, alegando que não é rentável e desperdiça recursos que poderiam ir para o atendimento às vítimas e a prevenção do crime.
Ela fundou o programa Young@Art, que fornece recursos e saídas para os alunos criarem obras de arte enquanto estão detidos em instalações de detenção e, em seguida, vende a arte na comunidade. Metade da renda da arte vai diretamente para os artistas, e a outra metade vai para o financiamento do programa para comprar materiais de arte e pagar os salários dos jovens que trabalham nas exposições de arte da comunidade. Por meio do programa, Biden também ensina aos alunos habilidades de negócios e finanças.

## Vida pessoal

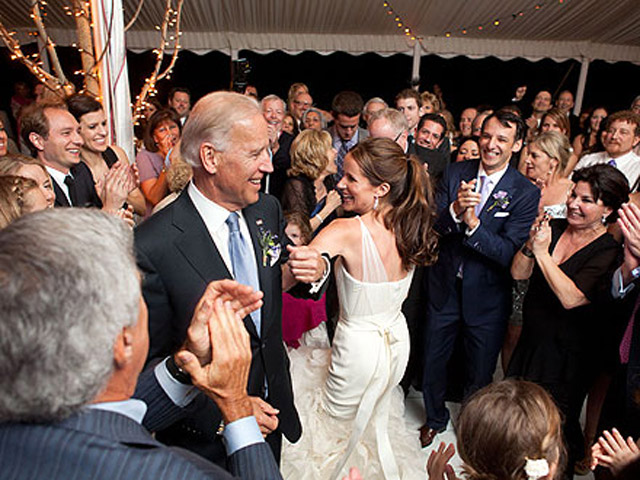
Biden e seu pai dançando a hora em sua recepção de casamento.

Em 2010, Biden começou a namorar Howard Krein, cirurgião plástico e otorrinolaringologista, após ser apresentada a ele pelo seu irmão Beau. Eles casaram-se em uma cerimônia católica-judaica na igreja de St. Joseph's on the Brandywine em 2012. Seu marido, que é judeu, trabalha no Thomas Jefferson University Hospital e é professor assistente de cirurgia plástica, facial e reconstrutiva na Thomas Jefferson University.
Biden é católica praticante. Ela participou de uma reunião com o Papa Francisco no Vaticano em 2016 ao lado de seu pai, irmão e marido.  Em 2019, Ashley Biden passou por um tratamento anti-drogas.  Em 2009, ela foi presa por posse de drogas em Nova Orleans.
Em agosto de 2020, Biden discursou na Convenção Nacional do Partido Democrata antes do seu pai aceitar a nomeação do partido como candidato à presidência.